# 조각장
조각장(彫刻匠)이란 금속을 소재로 하여 만들어진 물건의 금속면에 조각을 하는 장인을 말한다.

## 개요
조각장 ≪대전회통(大典會通)≫에 의하면 조각장은 경공장(京工匠)으로 공조(工曹)에 속하였다. 당시 장인의 수는 55종에 255명이었는데 그 가운데 금속공예관계가 12종 80명으로서 약 3할을 차지하고 있어 그 비중을 짐작할 수 있다.
개화기 이후에는 서울 광교(廣橋) 천변(川邊)에 은방도가(銀房都家)가 군집해 있어서 금은 세공의 중심이 되었다. 은방도가는 대공방(大工房)과 세공방(細工房)으로 나뉘어 있었다. 대공방에서는 주전자·담배합·신선로 등 큰 것을 만들었고, 세공방에서는 비녀·가락지·괴불·방울·노리개·삼작 등 여러 가지 패물과 수저를 만들었다. 대공방과 세공방에서 제작하는 은제품들에 문양을 새기는 일은 조이장이 즉, 조각장이 맡아서 했다.
대한제국시에 은방도가의 솜씨를 이어 온 이가 김정섭(金鼎燮)이다. 그는 이왕가(李王家) 미술품제작소에서 조각을 익혔으며, 기(技)의 연마를 위해 이행원(李行源)과 김규진(金圭鎭)의 서화를 사사(師事) 받은 당대의 1인자였으며, 현재 김철주로 계승되고 있다.
재료는 백금ㆍ동ㆍ금ㆍ은ㆍ주석〔錫〕ㆍ납〔鉛〕ㆍ아연ㆍ알미늄 등의 금속을 단독으로 또는 합금하여 사용하였다. 만들어진 물건의 금속 면에 조각을 하는 데는 강쇠로 만들어진 5cm 내외의 자그마한 정을 쓰며 이 밖에 쇠망치인 소도리와 조각틀이 있다.
정은 대·중·소로 세분되어 수백종이 있으며, 강쇠로 만들어진 5cm 안팎의 소형 정의 종류는 선을 새길 때 쓰는 촛정, 허정을 매울 때 쓰는 공군정, 바탕을 다질 때 쓰는 평다질정, 비늘 무늬를 나타낼 때 쓰는 비늘정, 원형을 새길 때 쓰는 누깔정, 움푹하게 다질 때 쓰는 움푹정, 점으로 선을 나타낼 때 쓰는 운풍정, 새김이 잘못되어 긁어낼 때 쓰는 갈기정, 광을 낼 때 쓰는 광치정, 일종의 콤파스인 거름쇠 등이 있다.
가공할 재료를 조이틀에 고정시켜 소도리로 바른손 엄지와 검지로 가볍게 쥐고 왼손으로 정을 잡고 가볍게 치며 조이질을 하며, 정 끝은 언제나 안으로 움직여야 한다. 조이질의 문양으로는 수복문(壽福紋), 초롱문(草籠紋), 편복문(蝙蝠紋, 박쥐), 당초문(唐草紋), 난간문(欄杆紋), 사군자문(四君子紋), 십장생문(十長生紋), 산수문(山水紋), 화조문(花鳥紋) 등이 있다.

## 조각의 종류
조각의 종류는 다음과 같다.
1. 선각(線刻) : 촛정으로 금속면에 가는 선으로 문양을 음각하여 표현하는 기법으로 기초적인 공정이다.
2. 화각(花刻) : 다질정으로 모필화(毛筆畵)를 조각한다. 정의 날 끝의 경사에 따라 붓으로 그린 선 또는 강약이 나타나며 수묵화의 원근의 효과까지 표현할 수 있다. 조각틀의 움직임과 정 질에 따라 문양이 나타난다.
3. 고각(高刻) : 문양을 조이질한 것을 붕사(硼砂)로 땜질해서 붙여 입체적인 효과를 나타내는 것으로 노리개삼작의 패물에 쓰이는 기법이다.
4. 투각(透刻) : 금속판의 일부를 도려내고 남는 부분으로 모양을 나타내는 기법으로 촛정으로 문양을 쪼아서 그 정자리를 따라 다질정으로 수직으로 끊어 나가는 방법과 도려낼 문양의 한편 구석에 구멍을 뚫고, 그 구멍에 실톱을 끼어 따나가는 방법이 있다.
5. 육각(肉刻) : 감탕을 조각틀 위에 깔고 그 위에 금속판을 붙여 다질정으로 앞뒤를 다져가며 문양이 제 몸에서 두드러지게 하는 기법으로 조이질 중에서 가장 어려운 공정이다. 감탕이란 송진과 진흙과 기름을 반죽한 것이다. 조이질이 끝나고 광을 낼 때에는 광쇠로 득득 긁어 빛을 내고 어둡게 할 때는 모래맞치를 해야 한다.

전통적인 금속공예는 서구식 조형개념의 편향으로 인하여 사라져 가는 추세이다.